# Agiológio Lusitano
O Agiologio Lusitano dos Sanctos e Varoens Illustres em Virtude do Reino de Portugal e suas Conquistas, conhecido abreviadamente como Agiológio Lusitano, é uma obra enciclopédica versando sobretudo sobre hagiografia e história eclesiástica de Portugal. A obra compõe-se de quatro tomos, editados, respetivamente, em 1652, 1657, 1666 e 1744, começando por ser um projeto editorial de Jorge Cardoso, e terminando já postumamente com a coautoria de D. António Caetano de Sousa. Os quatro tomos que a compõem constituem-se como uma obra de grande relevo e importância no panorama editorial português da Era Moderna.
Os primeiros três volumes da obra foram preparados ao longo de trinta anos por Jorge Cardoso, sendo o primeiro editado em 1652, após vinte anos de pesquisa, como diz o próprio Jorge Cardoso.
Ao longo de toda a obra Jorge Cardoso expressa uma genuína preocupação com a negligência e a incúria dos portugueses em preservar pela escrita a memória, não só das suas próprias vidas, mas dos santos e de toda a gente excecionalmente virtuosa, empreendendo um extenso trabalho de pesquisa e levantamento de fontes, memórias e múltiplas informações, de modo a poder levar a cabo a sua "empresa", como designava a feitura da obra.
Os vários tomos que compõem a obra organizam-se de acordo com o calendário hagiológico, contendo dois tipos de narrativas: o relato hagiográfico do biografado, com o elogio das suas práticas espirituais, e do seu eventual martírio; e os comentários com informações biográficas, toponímicas, epigráficas contendo fundações e histórias de conventos, mosteiros, ermidas e igrejas, referências cronológicas e vários elementos de história eclesiástica.
A obra foi continuada na centúria seguinte por D. António Caetano de Sousa, embora este não tenha conseguido ter acesso aos manuscritos de Jorge Cardoso, na posse dos herdeiros da Casa de Arronches, onde tinham entrado por intermédio do Capelão-mor, Arcebispo e Cardeal D. Luís de Sousa, amigo de Jorge Cardoso e depositário dos seus manuscritos. Apesar de não poder contar com o contributo e investigação deixadas por Jorge Cardoso, D. António Caetano de Sousa conseguiu preparar e editar o último tomo, fazendo-o inclusive num curto espaço de tempo. No entanto, estes constrangimentos e diferenças resultaram numa obra de características diversas dos três primeiros tomos, apresentando uma quantidade menor de hagiografias, com narrativas e comentários mais dilatados.
Os quatro tomos do Agiológio Lusitano mostram, no seu conjunto, a importância ideológica, social e cultural que a santidade, assim como a hagiografia, enquanto sua expressão escrita, tinham na Idade Moderna, em particular em Portugal.